# Statist

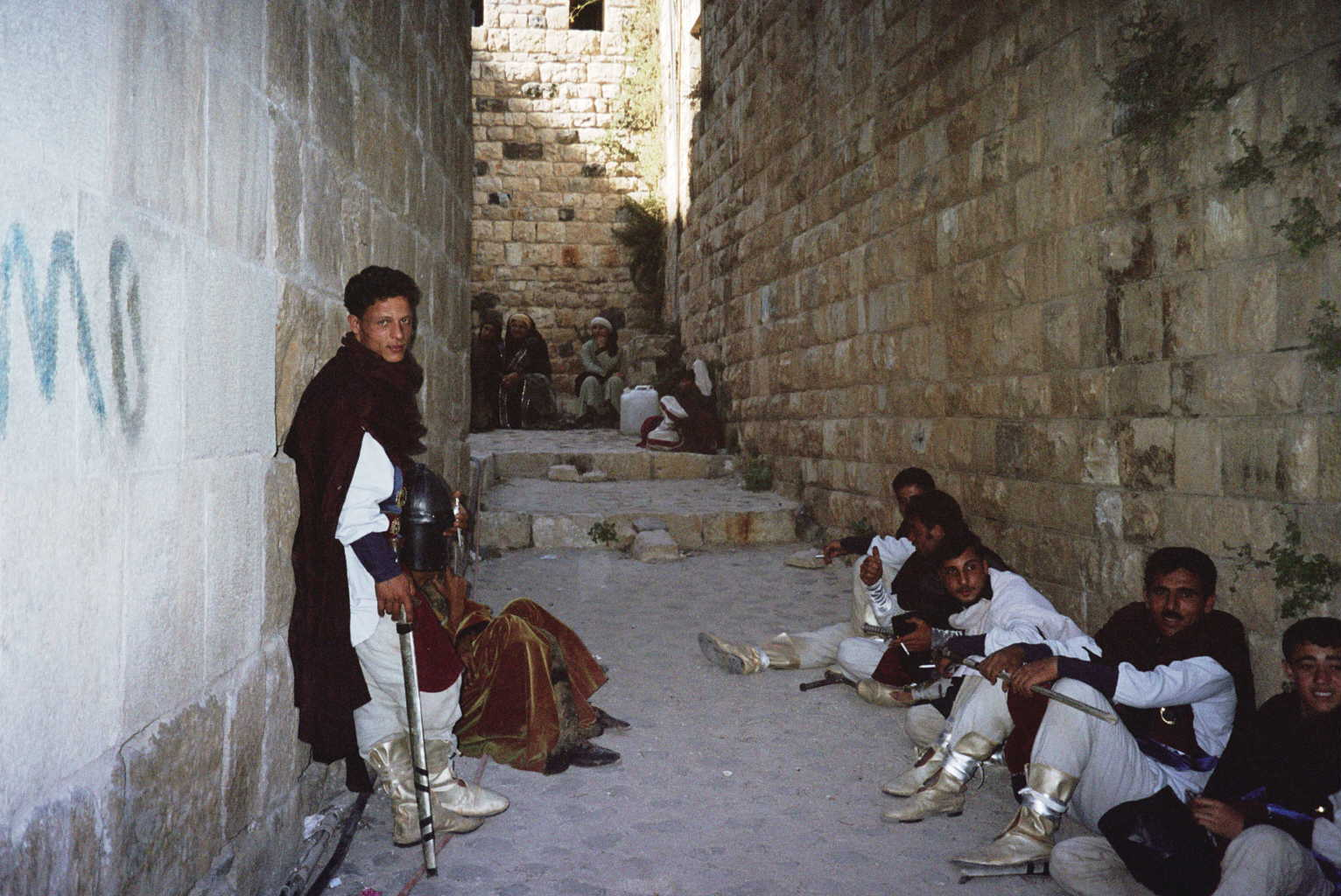
Statisten in einer Drehpause

Ein Statist (früher auch als Figurant bezeichnet) ist ein Schauspieler, dessen gespielte Figur am Rande oder im Hintergrund des Geschehens steht und nicht eigenmächtig oder individuell in die Handlung eingreift.

## Einsatzorte

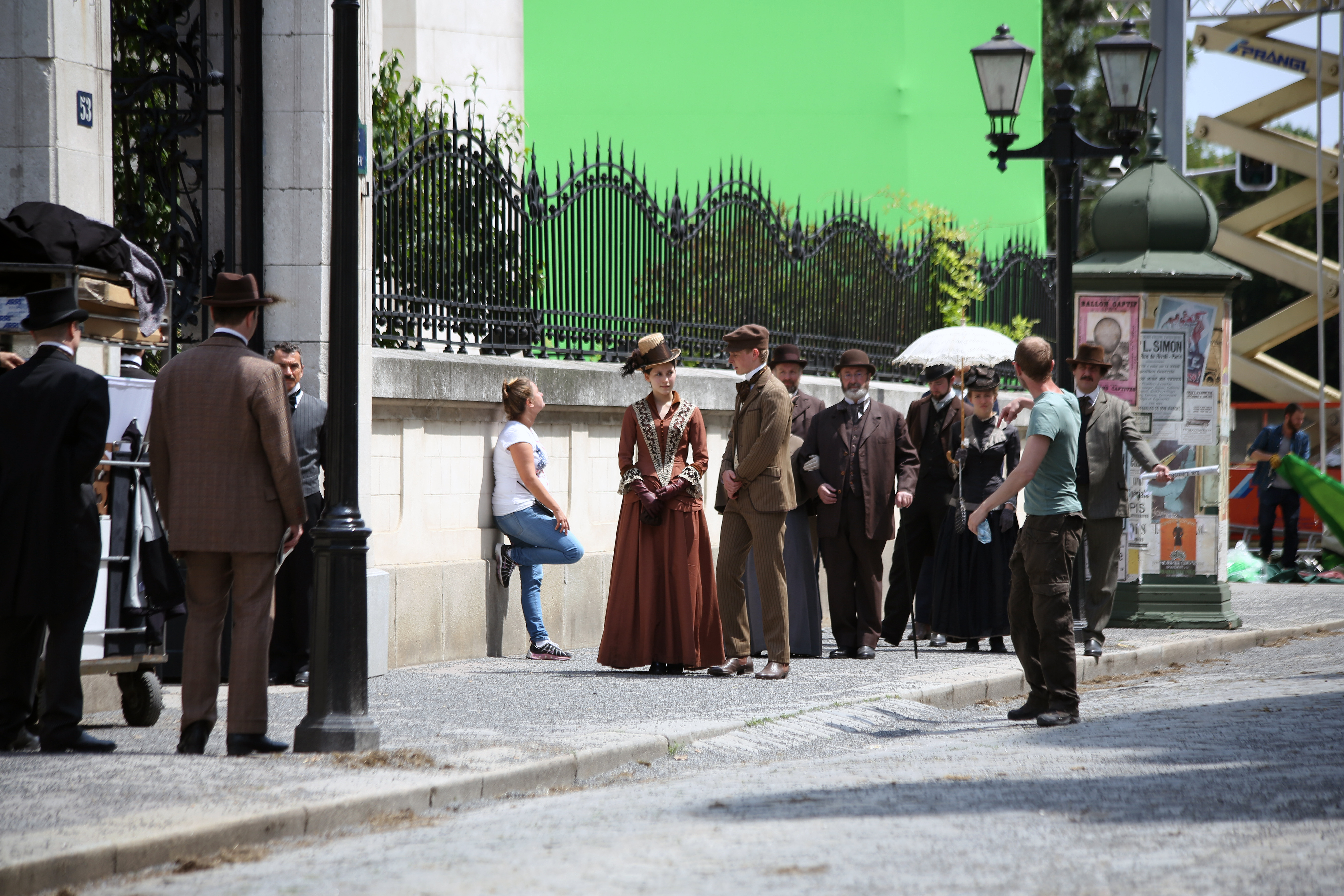
Statisten während der Dreharbeiten

Statisten werden in Film- und Theaterproduktionen und der Oper eingesetzt. Sie agieren vornehmlich in der Menge mit anderen und haben keine individuelle oder tragende Rolle. Sie sind dabei unauffällig und „einer von vielen“. Die Hauptaufgabe ist es, für ein glaubwürdiges und lebendiges Hintergrundbild zu sorgen. Beispielsweise kämpfen sie in einer Armee mit, stehen als Schaulustige um ein Mordopfer, sitzen mit anderen in einem Café oder spielen Fußballfans im Stadion. Regisseure geben ihnen bewusst keine präzisen Regieanweisungen, da sie sich natürlich und nicht gleichförmig verhalten sollen. Manchmal gehen auch Regisseure, Drehbuchautoren oder Produzenten unter die Statisten, dieser Auftritt wird als Cameo-Auftritt bezeichnet. Ein bekanntes Beispiel ist Alfred Hitchcock, der in den meisten seiner Filme kurz auftritt.
Die Aufgabenbereiche der Statisten können denen der Laiendarsteller ähneln, sich oft überschneiden und können sich während der Dreharbeiten in der Rolle verändern. So werden Statisten kurzfristig zum Kleindarsteller umdisponiert. Sobald ein Komparse eine kleine Rolle hat oder spricht, wird er gewöhnlich zum Kleindarsteller. Allerdings überschneiden sich die Bereiche, da es auch stumme Rollen gibt oder dass jemand nur lacht, schreit, murmelt.
Größere Bekanntheit als Statist erlangte der US-Amerikaner Jesse Heiman, der in mehr als 50 Hollywood-Filmen und 100 Fernsehserien auftrat. In Deutschland gilt Johanna Penski, die an mehr als 850 Produktionen beteiligt war, als bekannteste und zugleich älteste Statistin. Den Rekord mit den meisten Statisten hält der britische Film Gandhi, für den am 31. Januar 1981 100.000 bezahlte Komparsen und 200.000 Freiwillige in Szene gesetzt wurden.